# Рим, 17...
«Рим, 17…» — советский телефильм снятый в 1972 году на студии «Укртелефильм» режиссёром Юрием Суярко, по мотивам пьесы «Рим, 17, до востребования» Николая Зарудного. Фильм-спектакль в постановке Киевского государственного академического украинского театра имени Ивана Франко.

## Сюжет
По мотивам пьесы «Рим, 17, до востребования» Николая Зарудного. Весёлая комедия о том, как всё может запутать полученная телеграмма.

Экранизируя спектакль  «Рим-17, до востребования», драматург Николай Зарудный и режиссер Юрий Суярко воссоздают бытовую комедию средствами эксцентрики. Это позволяет избежать в фильме-спектакле камерности, хоть действие происходит в одной декорации.— Новини кіноекрана, №  11, 1972

## В ролях
- Николай Шутько — Клим Иванович Конотоп
- Галина Яблонская — Ольга Аркадьевна
- Михаил Заднепровский — Пётр Степанович Пуд
- Аркадий Гашинский
- Нонна Копержинская
- Полина Куманченко — Надежда Ивановна
- Николай Панасьев — Максим Диодоров
- Анатолий Скибенко — Каблучка
- Юнона Яковченко — Мотрона

## Съёмочная группа
- По пьесе Николая Зарудного
- Режиссёр-постановник: Юрий Суярко
- Оператор-постановник: Александр Бузилевич
- Художник-постановник: Юрий Шишков
- Композитор: Виктор Шевченко
- Дирижёр: Захарий Кожарский
- Оператор: Г. Пробегалов
- Звукорежиссёры: В. Литновский, Ю. Озиранский
- Режиссёр: В. Мирошниченко
- Монтаж: А. Козяревич
- Грим: Н. Степановой
- Редактори: Леонид Мужук, Р. Радченко
- Директор картини: Э. Русаков